# (4238) Audrey
(4238) Audrey est un astéroïde de la ceinture principale.

## Description
(4238) Audrey est un astéroïde de la ceinture principale. Il fut découvert par Antonin Mrkos le 13 avril 1980 à l'observatoire Klet'. Il présente une orbite caractérisée par un demi-grand axe de 2,4 UA, une excentricité de 0,0739 et une inclinaison de 1,84° par rapport à l'écliptique.
Il fut nommé en hommage à l'actrice britannique Audrey Hepburn (1929-1993).

## Compléments